# Курінний Олександр Авакумович
Олександр Авакумович Курінни́й (нар. 10 вересня 1865, Бузівка — пом. 11 березня 1944, Москва) — український художник, реставратор і педагог.

## Біографія
Народився 29 серпня [10 вересня] 1865 року в селі Бузівці (нині Самарівський район Дніпропетровської області, Україна). Навчався у Малювальній школі Миколи Мурашка в Києві, потім у Миколи Ге, Московському училищі живопису, скульптури та зодчества; у 1891—1894 роках — у Петербурзькій академії мистецтв, де його викладачами були зокрема Ілля Рєпін та Павло Чистяков.
З 1895 року викладав у Санкт-Петербурзі у підготовчій художній студії Іллі Рєпіна, який обрав його своїм помічником. У 1896—1900 роках працював викладачем і завідувачем рисувальної школи у Смоленську. Мандрував Росією, збирав етнографічні матеріали, робив зарисовки. У 1903 і 1905 роках був у відрядженні у Самарканді.
З 1908 року працював у Москві, де викладав у школах. У 1920—1940-х роках працював реставратором Третьяковської галереї. Помер у Москві 11 березня 1944 року.
У 1935 році написав спогади з подробицями про педагогічну діяльність Іллі Рєпіна (опубліковані у книзі «Новое о Репине: Статьи и письма художников. Воспоминания учеников и друзей. Публикации», Ленинград, 1968).

## Творчість
Працював у галузі станкової графіки і станкового живопису. Створював портрети, жанрові картини. Серед робіт:
- «Гімназист» (1889, олівець; Національний художній музей України);
- «Дівчинка перед сном» (1890-ті);
- «Голова юнака» (1891, папір, графіт, олівець; Національний художній музей України)[1];
- «В. Андреєв» (1891, олівець);
- «Дівчина з квітами» (1893);
- «Селянин» (1897, олівець; Національний художній музей України);
- «Рабин, який молиться» (1899, полотно, олія);
- «Сонячний сад» (початок ХХ століття, полотно, олія);
- «Мулла біля дверей» (початок ХХ століття);
- «Аллах Акбар (Бог великий)» (1915—1916);
- «Мулла на молитві» (1915—1916);
- «Ворота в Шах-і-Зінде» (1915—1916);
- «Портрет Ш. (Колишня балерина Московського Великого імператорського театру)» (1915—1916);
- «Біля могили святого» (1915—1916);
- «Самаркандська єврейська дівчинка» (1918);
- «Симеїз. Монах» (1918);
- «Крим. Лиманська бухточка» (1918);
- «Крим. Судак» (1918);
- «Михайло Булгаков» (1923).

У 1885—1896 роках у Києві брав участь у розписах Володимирського собору, як помічник Віктора Васнецова та Кирилівської церкви під керівництвом Михайла Врубеля (тло настінного розпису «Зішестя Святого Духа на апостолів»).
Учасник експозицій Київського товариства художніх виставок, Об'єднання художників імені Іллі Рєпіна, Московського товариства художників «Звєно», у 1891–92 роках — Товариства південноросійських художників та у 1899 році — Товариства пересувних художніх виставок.